# Чирівелья
Чирівелья (валенс. Xirivella (офіційна назва), ісп. Chirivella) — муніципалітет в Іспанії, у складі автономної спільноти Валенсія, у провінції Валенсія. Населення — 30 910 осіб (2010).

## Географія
Муніципалітет розташований на відстані близько 300 км на схід від Мадрида, 4 км на захід від Валенсії.
На території муніципалітету розташовані такі населені пункти: (дані про населення за 2010 рік)
- Чирівелья: 27107 осіб.
- Барріо-де-ла-Лус: 3803 особи.

## Демографія
Динаміка населення (INE ):